# Artomyces dichotomus
Artomyces dichotomus är en svampart som först beskrevs av Corner, och fick sitt nu gällande namn av Jülich 1982. Artomyces dichotomus ingår i släktet Artomyces och familjen Auriscalpiaceae.   Inga underarter finns listade i Catalogue of Life.